# كريس ماكين (لاعب كرة قدم)
كريس ماكين (بالإنجليزية: Chris Makin)‏ هو لاعب كرة قدم بريطاني في مركز الدفاع، ولد في 8 مايو 1973 في سانت هلنز في المملكة المتحدة. شارك مع منتخب إنجلترا تحت 21 سنة لكرة القدم. أما مع النوادي، فقد لعب مع أولدهام أثلتيك وأولمبيك مارسيليا وإيبسويتش تاون وديربي كاونتي وليستر سيتي ونادي ريدنغ ونادي ساوثهامبتون ونادي سندرلاند وويغان أتلتيك.

## وصلات خارجية
- كريس ماكين (لاعب كرة قدم) على موقع رابطة كرة القدم الفرنسية للمحترفين (الإنجليزية)
- كريس ماكين (لاعب كرة قدم) على موقع قاعدة بيانات كرة القدم.إي يو (الإنجليزية)
- كريس ماكين (لاعب كرة قدم) على موقع ليكيب (الفرنسية)
- كريس ماكين (لاعب كرة قدم) على موقع Soccerbase.com (لاعب) (الإنجليزية)
- كريس ماكين (لاعب كرة قدم) على موقع عالم كرة القدم.نت (الإنجليزية)